# Harbuźnik
Harbuźnik (Sicyos L.) – rodzaj roślin z rodziny dyniowatych, obejmujący co najmniej 56–64 gatunki. Rośliny te występują w Ameryce Północnej, Środkowej i Południowej, na wyspach Pacyfiku i w Australii. Introdukowane zostały do wschodniej Azji i do Europy. W Polsce występuje jako gatunek introdukowany i inwazyjny jeden gatunek – harbuźnik kolczasty S. angulatus.

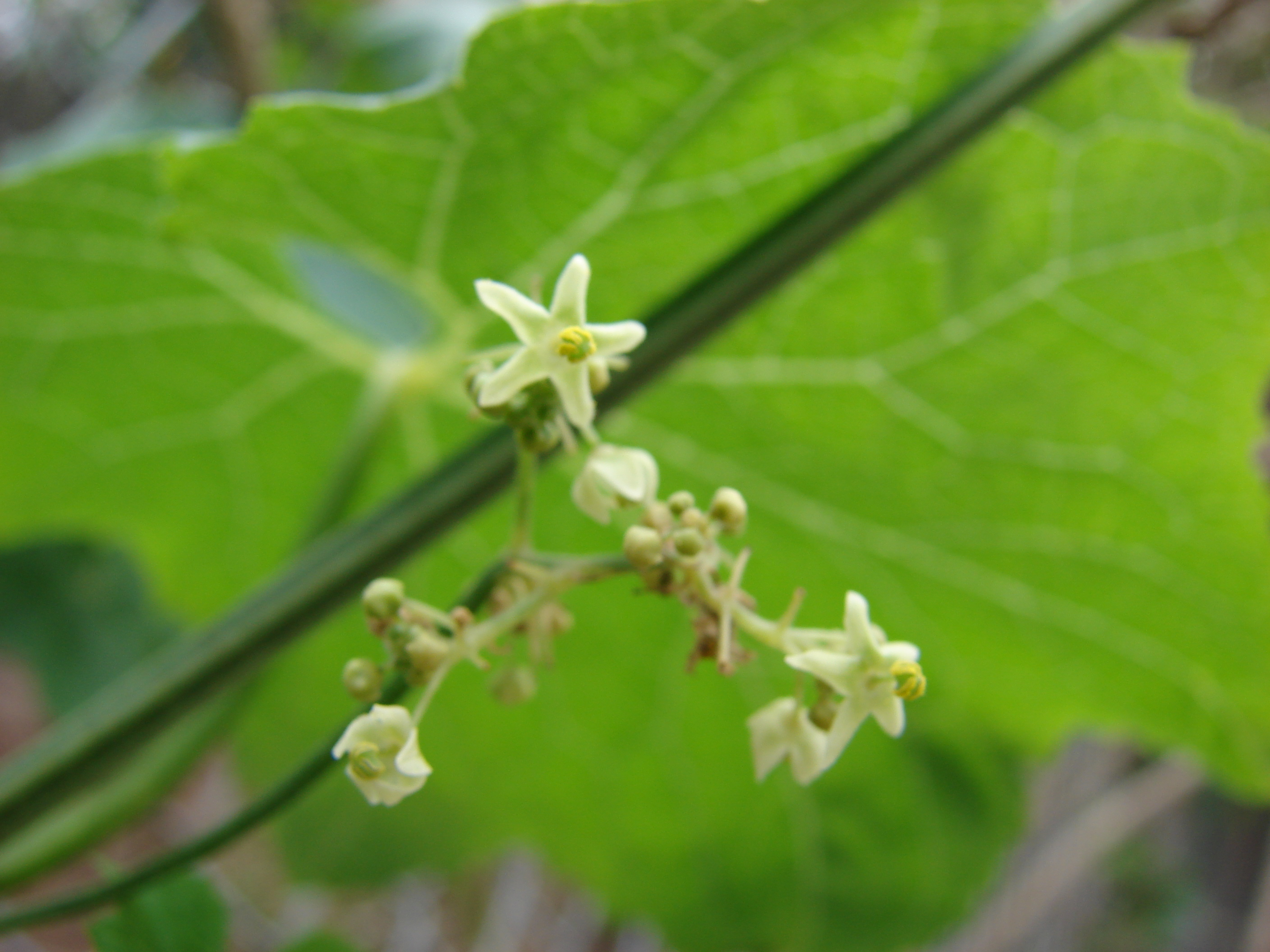
Kwiaty Sicyos pachycarpus

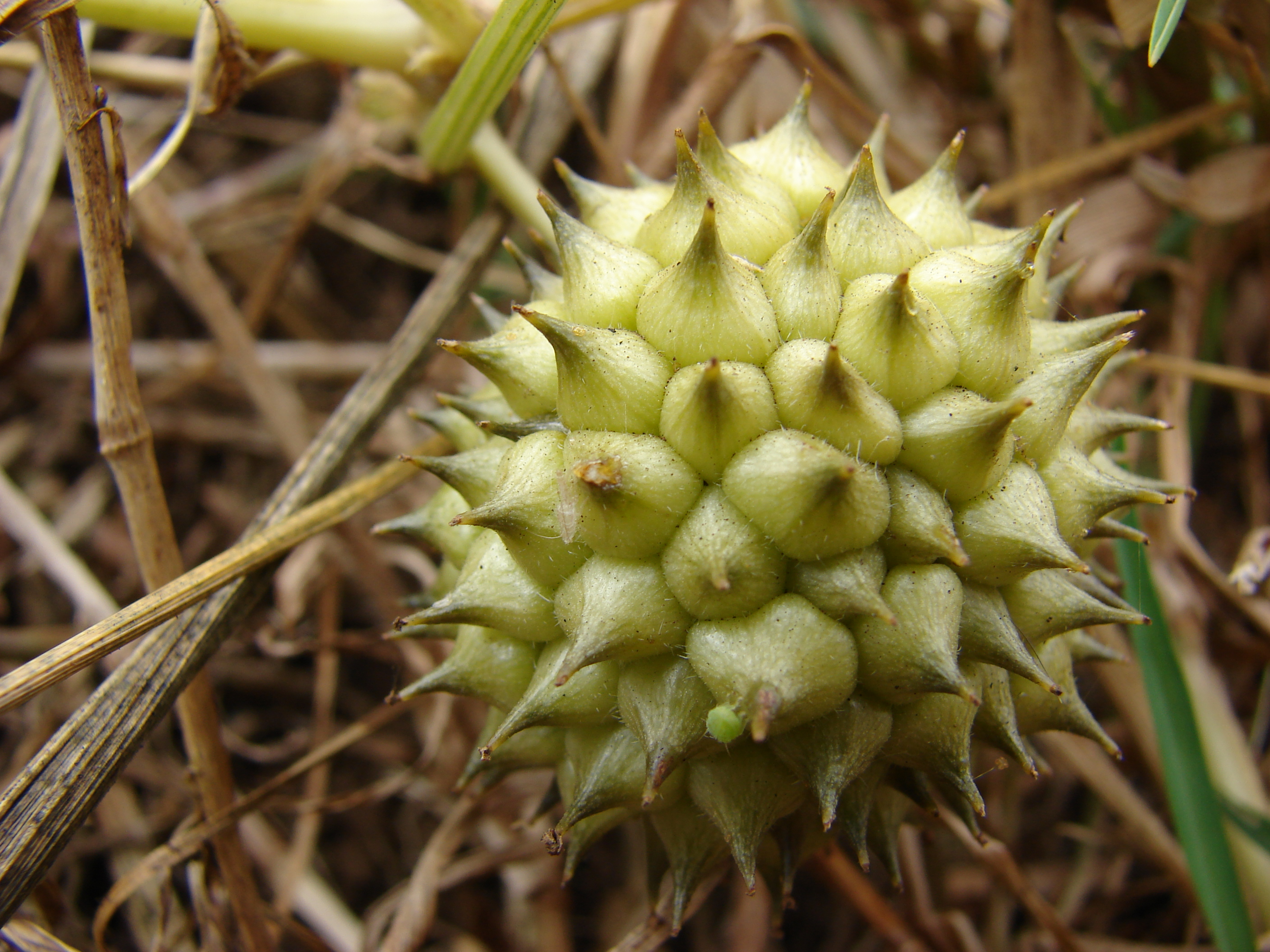
Owoc Sicyos pachycarpus

## Morfologia
PokrójRośliny jednoroczne z zielnymi, pnącymi pędami. Łodyga naga lub owłosiona, za młodu zwykle lepko owłosiona. Wąsy czepne z 2–5 odgałęzieniami wyrastającymi z jednego miejsca.
LiścieOgonkowe, krótkoogonkowe i siedzące o blaszce kształtu owalnej, okrągłej do nerkowatej, 3–5-krotnie płycej lub głębiej klapowane. Brzeg blaszki jest ząbkowany lub piłkowany, a jej powierzchnia ogruczolona.
KwiatyRozdzielnopłciowe (rośliny jednopienne), drobne. Wyrastają skupione w kątowych kwiatostanach. Kwiaty męskie zwykle w liczbie 3–22 w gronach i wiechach, kwiaty żeńskie skupione zwykle po 4–16 w baldachokształtne kwiatostany wyrastające z tych samych węzłów co kwiatostany męskie. Hypancjum kubeczkowate do dzwonkowatego. Działek kielicha jest 5, mają kształt trójkątny do równowąskiego. Płatków korony, zrośniętych u dołu, także jest 5, mają kolor biały, żółtozielonkawy do żółtawego. Ich długość wynosi do 1,5 mm. W kwiatach męskich znajdują się zwykle 3 pręciki. W kwiatach żeńskich pojedyncza, jednokomorowa, owalna zalążnia z jednym zalążkiem i z pojedynczym słupkiem.
OwoceDyniowate, zwykle owalne, dzióbkowate, kolczaste, czasem krótko owłosione lub nagie. Dojrzałe ciemnozielone lub szare. Jednonasienne.

## Systematyka
Rodzaj z rodziny dyniowatych z podrodziny Cucurbitoideae i plemienia Sicyoeae.
Wykaz gatunków
- Sicyos acariaeanthus Harms
- Sicyos acerifolius Brandegee
- Sicyos albus (H.St.John) I.Telford
- Sicyos andreanus Cogn.
- Sicyos angulatus L. – harbuźnik kolczasty
- Sicyos anunu (H.St.John) I.Telford
- Sicyos australis Endl.
- Sicyos baderoa Hook. & Arn.
- Sicyos barbatus (Gentry) C.Jeffrey
- Sicyos bogotensis Cogn.
- Sicyos bulbosus Rodr.-Arév., Lira & Dávila
- Sicyos chaetocephalus Harms
- Sicyos chiriquensis Hammel & D’Arcy
- Sicyos collinus B.L.Rob. & Fernald
- Sicyos cordifolius Rodr.-Arév., Lira & Dávila
- Sicyos cucumerinus A.Gray
- Sicyos davilae Rodr.-Arév. & Lira
- Sicyos debilis Cogn.
- Sicyos dieterleae Rodr.-Arév. & Lira
- Sicyos edulis Jacq.
- Sicyos erostratus H.St.John
- Sicyos fusiformis Cogn.
- Sicyos galeottii Cogn.
- Sicyos glaber Wooton
- Sicyos gracillimus Cogn.
- Sicyos guatemalensis Standl. & Steyerm.
- Sicyos herbstii (H.St.John) I.Telford
- Sicyos hillebrandii H.St.John
- Sicyos hispidus Hillebr.
- Sicyos ignarus Mart.Crov.
- Sicyos kunthii Cogn.
- Sicyos kuntzei Cogn.
- Sicyos laciniatus L.
- Sicyos laevis A.Gray
- Sicyos lanceoloideus (H.St.John) W.L.Wagner & D.R.Herbst
- Sicyos lasiocephalus Skottsb.
- Sicyos lirae Rodr.-Arév.
- Sicyos longisepalus Cogn.
- Sicyos longisetosus Cogn.
- Sicyos macrocarpus Cogn.
- Sicyos macrophyllus A.Gray
- Sicyos malvifolius Griseb.
- Sicyos martii Cogn.
- Sicyos mawhai I.Telford & P.Sebastian
- Sicyos maximowiczii Cogn.
- Sicyos mcvaughii Rodr.-Arév., Lira & Calzada
- Sicyos microphyllus Kunth
- Sicyos montanus Poepp. & Endl.
- Sicyos odonellii Mart.Crov.
- Sicyos pachycarpus Hook. & Arn.
- Sicyos palmatilobus Cogn.
- Sicyos parviflorus Willd.
- Sicyos peninsularis Brandegee
- Sicyos polyacanthos Cogn.
- Sicyos semitonsus H.St.John
- Sicyos sertulifer Cogn.
- Sicyos sinaloae Brandegee
- Sicyos undara I.Telford & P.Sebastian
- Sicyos urolobus Harms
- Sicyos vargasii Standl. & F.A.Barkley
- Sicyos villosus Hook.f.
- Sicyos waimanaloensis H.St.John
- Sicyos warmingii Cogn.
- Sicyos weberbaueri Harms